# Кунстхалле Киля
Кунстхалле Киля (нем. Kunsthalle zu Kiel) — художественная галерея в городе Киль (земля Шлезвиг-Гольштейн), открытая в 1909 году рядом с местным Дворцовым парком; строительства необарочного особняка началось в 1908; здание было значительно разрушено в годы Второй мировой войны и восстановлено в 1958 году; в 1982—1986 годах оно было расширено за счёт пристройки, созданной по проекту архитектора Дитхельма Хоффмана. Коллекция Кильского кунстхалле располагает как работами, созданными во времена Дюрера, так и произведениями современного искусства.

## История и описание

### Здание
В 1903 году земельный участок рядом с Дворцовым парком Килья был подарен городу Лотте Хегевишем (Lotte Hegewisch, 1822—1903), работавшим в Кильском университете — с целью строительства художественной галереи. Необарочного здание с элементами модерна было построено по проекту архитектора Георга Лора в период с 1908 по 1909 год: 15 ноября 1909 года состоялась торжественная церемония открытия, которую провел председатель Шлезвиг-Гольштейнской художественной ассоциации Карл Нойманн. Перед входом в музей находятся два скульптурных изображения зубров, созданные скульптором-анималистом Августом Гаулем.
В 1950-х годах к порталу стала вести новая лестница. После масштабных разрушений музейного здания во время Второй мировой войны, в 1958 году последовала его реконструкции (см. также Кунстхалле Ростока). В 1986 году к нему была добавлена пристройка, возведённая по проекту архитектора Дитхельма Хоффмана, которая позволила разместить школу живописи, видеостудию и специализированную библиотеку. Новый проект фойе был создан архитектурным бюро «Sunder-Plassmann» и реализован в 2012 году — открыв вид на Кильский фьорд. Кроме того, в здании и рядом с ним есть лекционный зал, читальный и учебный залы, небольшое кафе и сад скульптур.

### Коллекция

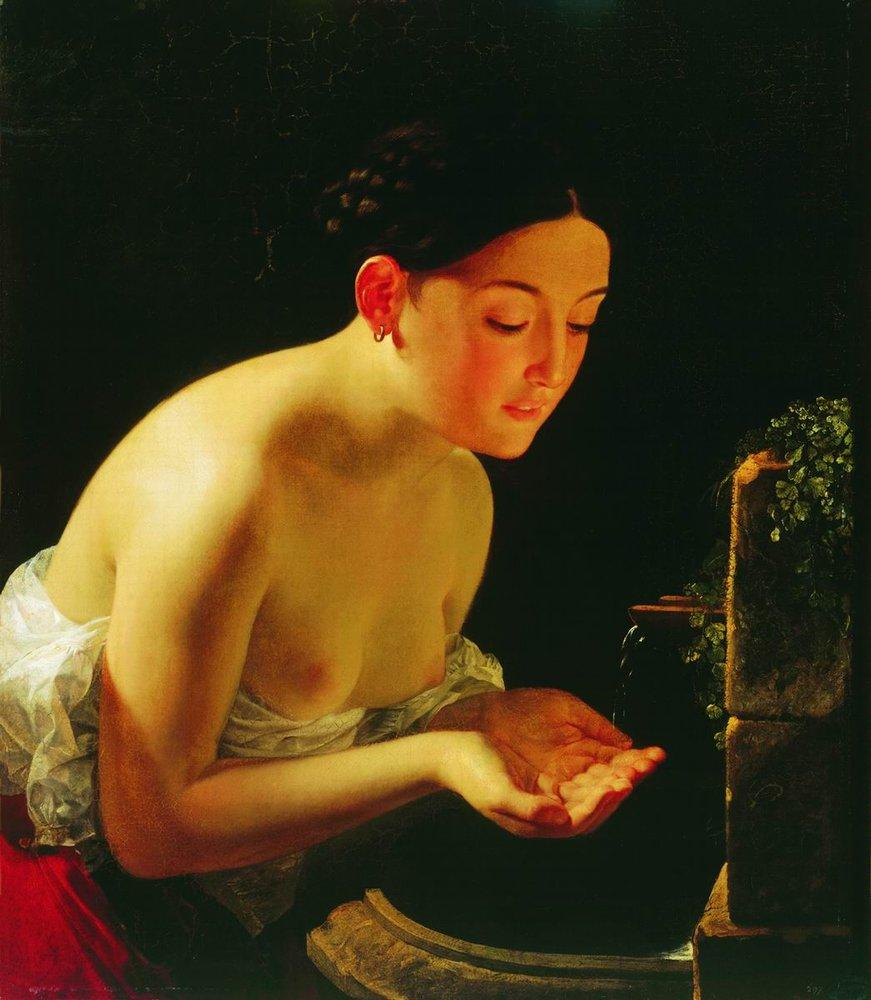
Итальянское утро Карла Брюллова (1823)

В музее хранится коллекция Шлезвиг-Гольштейнской художественной ассоциации, основанной в 1843 году — собрание «простирается» от работ, созданных во времена Альбрехта Дюрера до произведений современного искусства: немецкие импрессионисты и экспрессионисты также присутствуют в коллекции. Музейный фонд насчитывает 1200 картин и 300 скульптур — в том числе и произведения Эмиля Нольде, Георга Базелица, Нео Рауха и Герхарда Рихтера. В Графическом собрании (Grafische Sammlung) насчитывается около 40 000 работ, в том числе и работы Рембрандта, Адольфа фон Менцеля и Отто Дикса; фотографические работы и произведения видео-арта также присутствуют в собрании.